# Belarussische Davis-Cup-Mannschaft
Die belarussische Davis-Cup-Mannschaft ist die Herren-Tennisnationalmannschaft von Belarus. 

## Geschichte
Seit 1994 nimmt Belarus als eigenständiges Team am Davis Cup teil. Die Mannschaft spielte vier Jahre in der Weltgruppe und zog 2004 ins Halbfinale ein. Dort unterlag man gegen die Vereinigten Staaten mit 0:4. Erfolgreichster Spieler ist Maks Mirny mit insgesamt 61 Siegen. Mit 57 Teilnahmen innerhalb von 25 Jahren ist er gleichzeitig auch Rekordspieler.